# Tête de Sauquenil
Tête de Sauquenil är en kulle i Schweiz. Den ligger i distriktet Aigle och kantonen Vaud, i den sydvästra delen av landet, 80 km sydväst om huvudstaden Bern. Toppen på Tête de Sauquenil är 1 084 meter över havet.